# Tipula politonigra
Tipula politonigra är en tvåvingeart som beskrevs av Alexander 1953. Tipula politonigra ingår i släktet Tipula och familjen storharkrankar. Inga underarter finns listade i Catalogue of Life.